# Richard Adam
Richard Adam (14. listopadu 1930 Praha-Hlubočepy – 14. října 2017 Praha) byl český zpěvák, jedna z někdejších velkých hvězd českého swingu 50. let 20. století, bratranec české herečky Jaroslavy Adamové. 

## Život
Richard Adam se narodil v Hlubočepích v rodině řezníka. S hudbou začínal během druhé světové války jako bubeník v kapele svého o dva roky staršího bratra. 
. Zpívat se učil soukromě u prof. Dolanské. 
Zpíval zprvu v kavárně Mánes k tanci s orchestrem Ladislava Bezubky, s nímž začal natáčet písně Harryho Macourka a Jaromíra Vomáčky. První píseň, kterou nahrál v Československém rozhlasu, byl tradicionál podle Paula Robesona.
Největší slávy a popularity dosáhl na přelomu 50. a 60. let 20. století. Uplatnil se i v zahraničí, značně populární byl i v NDR a v Sovětském svazu. S nástupem normalizace po roce 1968 se i u něj dostavila vlna zákazů, ústrků a politických perzekucí. Na svém kontě má přibližně 330 nahraných písní, z čehož 250 jich bylo pro Československý rozhlas a 80 pro vydavatelský koncern Supraphon. Jeho vůbec nejúspěšnější písní se stala píseň Tina Marie, které se na gramofonových deskách jen v SSSR prodalo přes jeden milión kusů. Zpíval na zájezdových představeních až do osmdesátky. Je pohřben na Hlubočepském hřbitově v rodinném hrobě č.38.

## Nejznámější písně
- Tina Marie, hudba: Bob Merill, text: Vlastimil Kudrnáč)
- Páni kluci, hudba: Robert Allen, text: Zdeněk Borovec) (1960)
- Můj strýček,
- Cestář, hudba: francouzská lidová; text: Jiří Straka
- Pampelišky, hudba: Richard Adam, text: Bohuslav Nádvorník
- Šedý vlas,
- Sulika, hudba: gruzínská lidová, text: Josef Urban
- Granada
- Nebeští jezdci
- Příběh naší lásky, (duet s Yvettou Simonovou), hudba:Pavel Bayerle, text: Bohuslav Nádvorník [4] (1956)
- Měsíc ve víně, hudba: Ladislav Kozderka, text: Pavel Lukš, orchestr Karla Vlacha, r. 1957
- Serenáda (Serenata), – hudba: Salvatore Cutugno, český text: Ivo Fischer, orchestr Karla Vlacha, sbor Lubomíra Pánka, r. 1986
- Jen tys má hvězda, hudba: Saša Grossman, text: Karel Kubeš, Smyčcový orchestr Dalibora Brázdy, r. 1955
- Vteřiny jdou (Round And Round And Round),
- Vlak jede krajinou, hudba a text: František Paul
- Dívka jménem Pygmalion, hudba: Eduard parma st., text: Jaromír Hořec
- Kos a švec, hudba: Jiří Bauer, text: Zdeněk Borovec
- Vyřiďte jí, že se vracím, hudba: Alfons Jindra, text: Jiřina Fikejzová
- Můj strýček (Mon oncle), hudba: Franck Barcellini, český text: Zdeněk Borovec
- Srdce mé odešlo za tebou, hudba: Jaroslav Malina, text: Vilda Dubský
- Chci říci vám, hudba: Josef Dobeš, text: František Kudrna
- Dájo nevolej, hudba a text: Vladimír "Eddy" Fořt
- Šestnáct se víckrát nevrátí hudba: Ralph Siegel jr., český text: Jan Kukla
- Nejhezčí růže, hudba: traditional, text: Richard Adam
- I to se stává (My way), hudba: Claude François-Jacques Abel Jules Revaud, český text: Hana Krütznerová

## Diskografie (výběr)
- Páni kluci (Every loves a lover) – Richard Adam – foxtrot / Láska a svítiplyn – Arnošt Kavka – Supraphon, SP
- Richard Adam – To bych si přál (Tu te laisses aller) / Judita Čeřovská – Supraphon, SP
- 1963 Ach, wie ist die Liebe schön (Oh, that heavenly love) – Judita Čeřovská a Richard Adam / Barbara (Song for Barbara) – Richard Adam / Susanne (Kiss me, Suzanne) – Jiří Popper – Supraphon, SP (Poznámka v závorce je název v angličtině, hudba i text čeští autoři)
- 1977 Šestnáct se víckrát nevrátí / Cikánka – Supraphon, SP
- 1986 Serenáda (Serenato)/Sulika (Suliko) – Supraphon, SP
- 2001 Nejsem to, co dříve – FR centrum, CD
- 2004 Gold – Popron Music, CD
- 2006 Zpívá melodie, které pohladí – Areca Multimedia, CD

## Kompilace
- Kluci z Vršovic – Kubešovo hudební vydavatelství, MC, CD – 4. Srdce mé odešlo za tebou, slow, (Malina Jaroslav) – Richard Adam
- 1993 Hity 1960 – Supraphon, CD
- 1996 Hity 50. let 3 – Supraphon, CD
- 1996 Ta naše hospůdka česká – Radioservis, CD – 12. Na konci vesnice (D. Novkovič, Jan Kukla, Richard Adam) – waltz
- 2000 Praha je zlatá loď – MC, CD
- 2007 Bílá orchidej 1 – Areca Multimedia, CD
- 2007 Bílá orchidej 2 – Areca Multimedia, CD
- 2007 Bílá orchidej 3 – Areca Multimedia, CD